# Sieglien Burleson
Sieglien Burleson is een Surinaams docent, politicus en diplomaat. Ze was van 2015 tot 2017 minister van Handel, Industrie en Toerisme en is sinds 2018 ambassadeur in België en sinds 2019 voor de Europese Unie en niet-residerend voor Duitsland.

## Biografie
Sieglien Burleson studeerde rechten aan de Anton de Kom Universiteit van Suriname. Ze werkte van 1980 tot 1985 voor het ministerie van Buitenlandse Zaken en van 1986 tot 1993 als juridisch onderzoeker voor de Centrale Bank van Suriname. Van 1996 tot 2018 was zijn docent aan de universiteit (in ondernemingsrecht), en daarnaast van 2006 tot 2008 decaan. Daarnaast was ze van 2007 tot 2015 bestuurslid en een tijd lang voorzitter van het Suriname Business Forum en van 2012 tot 2015 directeur van de Competitiveness Unit Suriname.
Bij het aantreden van het kabinet-Bouterse II trad zij in 2015 aan als minister van Handel, Industrie en Toerisme. In 2017 was zij een van de vijf ministers die hun functie neerlegden tijdens een van de reshuffles van Bouterse.
Op 8 oktober 2018 werd zij door president Desi Bouterse beëdigd als ambassadeur voor België. In 2019 kreeg zij ook de Europese Unie in haar portefeuille kort daarna werd zij tevens niet-residerend ambassadeur voor Duitsland.